# Kori (Währung)
Der Kori war eine Währungs- und Münzeinheit verschiedener Staaten auf dem Gebiet des heutigen Bundesstaats Gujarat im Westen Indiens, darunter Kachchh, Junagadh, Nawanagar und Porbandar. Als Silbermünze wog er etwa 4,73 Gramm und unterteilte sich wie folgt:
1 Kori = 2 Adhio = 4 Payala (Singular: Payalo) = 8 Dhabu = 16 Dhinglo = 24 Dokda (Singular: Dokdo) = 48 Trambiyo
Die umfangreichste Prägetätigkeit wies der Fürstenstaat Kachchh auf, wo der Kori von 1617 bis zur Eingliederung in das unabhängige Indien 1947 geprägt wurde.